# 9년

## 연호
- 신(新) 시건국(始建國) 원년

## 기년
- 신(新) 왕망(王莽) 2년
- 신라(新羅) 남해 차차웅(南解次次雄)6년
- 고구려(高句麗) 유리명왕(瑠璃明王) 28년
- 백제(百濟) 온조왕(溫祚王) 27년

## 사건
- 음력 2월 - 마한의 원산, 금현 2성, 백제에 항복, 마한 멸망
- 음력 7월 - 백제, 대두산성(大豆山城) 축성
- 음력 8월 - 부여 대소왕, 고구려에 사대를 권고
- 9월 - 토이토부르크 숲 전투. 바루스의 로마군이 아르미니우스(독일명 헤르만)의 게르만족에게 전멸

## 사망
- 고구려(高句麗)의 태자(太子) 해명(解明)